# Mojca Šetinc Pašek
Mojca Šetinc Pašek (rojena Pašek), slovenska političarka in nekdanja novinarka, * 9. marec 1972, Maribor.
Med letoma 1996 in 2022 je bila novinarka Televizije Slovenije, od 13. maja 2022 pa je poslanka v Državnem zboru Republike Slovenije, kjer je del poslanske skupine Svoboda. Iz stranke Gibanje Svoboda je bila izključena 24. oktobra 2023.

## Izobrazba
Maturirala je na takratni Srednji družboslovni šoli Maribor (danes Prva gimnazija Maribor). Leta 1996 je diplomirala na Fakulteti za družbene vede Univerze v Ljubljani.

## Novinarstvo
Istega leta se je kot novinarka zaposlila na mariborskem centru RTV Slovenija, kjer je delovala tako za radio kot za televizijo. Leta 1998 je postala novinarka in komentatorka Radia Slovenija v Ljubljani, leta 2001 pa prestopila na Televizijo Slovenija. Novinarka je ostala do vstopa v politiko leta 2022.

## Politika
Konec februarja 2022 je Mojca Šetinc Pašek potrdila informacijo, da vstopa v politiko. Postala je članica takrat novoustanovljene stranke Gibanje Svoboda Roberta Goloba in ob tem dejala, da je dobila povabilo več strank. Kot kandidatka je nastopila v volilnem okraju Ljubljana Vič - Rudnik 2 in bila izvoljena za poslanko v Državnem zboru Republike Slovenije. Postala je predsednica Preiskovalne komisije o domnevnem nezakonitem financiranju političnih strank pred in med državnozborskimi volitvami leta 2022.
Kot razlog za vstop v politiko je navedla, da »je bilo v času prejšnje Janševe vlade dovolj zlorabljanja oblasti, sesuvanja ustave in pravne države, blatenja in diskreditiranja. Ker si preprosto zaslužimo boljšo državo.«
Jeseni 2023 je bila Mojca Šetinc Pašek kritična do ravnanj takratne ministrice za javno upravo Sanje Ajanović Hovnik, ki ji je bil očitan domnevni primer korupcije, ter do obrambnega ministra Marjana Šarca zaradi razpisa za vojaško resničnostno oddajo. 24. oktobra 2023 jo je svet stranke Gibanje Svoboda izključil iz stranke. Istočasno je svet stranke izključil tudi Roberta Pavšiča, saj da sta člana "delovala izrazito v škodo stranke". Mojca Šetinc Pašek se je odzvala, da je o izključitvi izvedela iz medijev, a da bo ostala članica poslanske skupine Svoboda. 28. novembra je izstopila tudi iz poslanske skupine in postala samostojna poslanka.
Na evropskih volitvah 2024 je kandidirala na listi stranke Zeleni Slovenije, kjer sta kandidirala tudi Klemen Grošelj kot nosilec liste ter predvideni nosilec liste Gibanja Svoboda, Aleksander Merlo. Stranki preboj v Evropski parlament ni uspel, Šetinc Paškova pa je dobila 701 preferenčni glas volivcev.

## Kontroverze

### Odškodninska tožba in zasebna kazenska ovadba proti Janezu Janši
21. marca 2016 je Janez Janša na svojem twitter profilu zapisal: "Na neki FB strani javne hiše ponujajo poceni usluge odsluženih prostitutk Evgenije C in Mojce PŠ. Eno za 30 evrov, drugo za 35 evrov. #ZvodnikMilan." kot reakcijo na poročanje Eugenije Carl, da so se med člani Facebook strani Legija smrti znašli tudi vidni člani SDS. 8. aprila istega leta sta Pašek Šetinčeva in Carlova proti njemu vložili zasebno kazensko tožbo. Najeli sta Odvetniško družbo Zdolšek. Poleg tega sta ga tožili za odškodnino in oktobra 2016 je Okrajno sodišče v Velenju razsodilo, da mora Janša vsaki plačati 6000 evrov odškodnine. Velenjsko okrajno sodišče je leta 2017 zavrnilo pritožbo Janše, ki ga je zastopal Franci Matoz. Leta 2019 Višje sodišče v Celju potrdilo sodbo prvostopenjskega sodišča v primeru Šetinc Paškove, zadevo Carlove pa je vrnilo na prvo stopnjo v ponovno presojo. Leta 2020 je Vrhovno sodišče ugodilo zahtevi za revizijo postopka, v katerem je celjsko višje sodišče pritrdilo Šetinc Paškovi in sodbo spremenilo tako, da se njen tožbeni zahtevek za plačilo odškodnine zavrne. Šetinc Paškova se je na to odločitev pritožila. Vrhovno sodišče se je v primeru Carlove odločilo drugače in potrdilo plačilo odškodnine. Leta 2022 je Okrožno sodišče v Celju Janši za dve kaznivi dejanji razžalitve izreklo tri mesece pogojne zaporne kazni s preizkusno dobo enega leta. Dan pred zastaranjem, ki bi bilo 24. maja 2022, je Višje sodišče v Celju potrdilio obsodbo prvostopenjskega sodišča.

## Zasebno
Leta 2007 se je poročila z lobistom Miletom Šetincem, nekdanjim predsednikom sveta LDS. Imata sina.